# Annals of Glaciology
Annals of Glaciology is een internationaal, aan collegiale toetsing onderworpen wetenschappelijk tijdschrift op het gebied van de aardwetenschappen. De naam wordt in literatuurverwijzingen meestal afgekort tot Ann. Glaciol. Het wordt uitgegeven door de International Glaciological Society.